# フッ化カリウム
フッ化カリウム（フッかカリウム、potassium fluoride）は、カリウムとフッ素からなる無機化合物で、化学式 KF と表される無色の固体。
鉱物としてはフッ化カリウム石（Carobbiite）として産出するが希産である。

## 製法
フッ化水素酸に炭酸カリウムを溶解し、水溶液を濃縮すると得られる。17.7℃以下では四水和物、17.7〜40.2℃では二水和物、40.2℃以上では無水物が析出する。
{\displaystyle {\ce {K2CO3\ + 2HF -> 2KF\ + CO2\ + H2O}}}

## 化学的性質
水に易溶で潮解性を持ち、水溶液は弱アルカリ性を示しガラスを腐食する。水溶液中ではカリウムイオン (K+) とフッ化物イオン (F−) に電離する。
液体アンモニアにも可溶であり、フッ化水素に溶けてフッ化水素カリウムを生成する。エタノールには難溶である。
{\displaystyle {\ce {KF\ + HF -> KHF2}}}

## 結晶構造
結晶は塩化ナトリウム型構造であり、その格子定数はa = 5.34Å、K−F結合距離は2.67Åである。

## 用途
コバルトクロム合金のフラックス材料としてフッ化カリウムが利用されている。